# Ižipovce
Ižipovce (in ungherese Izsépfalu) è un comune della Slovacchia facente parte del distretto di Liptovský Mikuláš, nella regione di Žilina.